# Georg Christian Oeder
Georg Christian Oeder ou von Oeder, né le 3 février 1728 à Ansbach et mort le 28 janvier 1791 à Oldenbourg, est un médecin, économiste et botaniste allemand qui se mit au service de la couronne danoise et fut directeur du jardin botanique de Copenhague. Il est à l'origine de la publication de Flora Danica.

## Biographie
Oeder est le fils d'un pasteur bavarois, Georg Ludwig Oeder (1694-1760). Il étudie la médecine à l'université de Göttingen, notamment auprès d'Albrecht von Haller, puis commence à pratiquer à Schleswig, ville germanophone sous la couronne danoise. Il est appelé par le roi du Danemark à Copenhague, à la recommandation d'Albrecht von Haller. Mais le corps professoral de l'université de Copenhague est réticent à admettre dans ses rangs et un étranger, et refuse sa nomination en tant que professeur ordinaire et devient dont professor botanicus regius, c'est-à-dire professeur royal de botanique. Georg Oeten dirige le jardin botanique et fait paraître à partir de 1753 une encyclopédie botanique illustrée intitulée Flora Danica, concernant la flore des contrées soumises à la couronne danoise. Il visite ainsi la province de Norvège entre 1758 et 1760 pour en étudier la flore, jusqu'à Trondheim. C'est pourquoi les premiers volumes de Flora Danica décrivent nombre de plantes alpines. Il correspond également à l'époque avec Johann Ernst Gunnerus.
Georg Christian Oeder enrichit considérablement la bibliothèque royale de botanique, grâce à l'acquisition d'ouvrages à l'étranger, auprès de confrères, comme Philip Miller du jardin botanique de Chelsea. Mille trois cent-vingt-sept volumes sont achetés provenant du domaine de Richard Mead en 1754.
Il est aussi correspondant ou membre de plusieurs comités traitant de réforme agraire, ou de finances publiques (Finanskollegiet en 1771). À partir du premier recensement danois, qui est bientôt détruit, il extrait des données concernant les ménages, les veuves et les veufs de toutes les paroisses de Zélande, d'Amager, de Bornholm et de Møn. Elles sont aujourd'hui disponibles pour les généalogistes. Il se fait l'avocat d'aides sociales à l'adresse des veuves. Oeder de manière générale est un héraut des réformes sociales et des libertés économiques des populations rurales,.
Après la chute du comte Struensee en 1771, Oeter connaît la disgrâce royale. Il est démis de ses fonctions, dans un contexte socio-politique défavorable à l'Aufklärung et aux Allemands. Christen Friis Rottbøll lui succède au jardin botanique. Il est nommé comme bailli d'honneur (Landvogt) à Oldenbourg, alors possession de la couronne danoise. Il est anobli deux ans avant sa mort par l'empereur Joseph II. Il est enterré au cimetière de l'église Sainte-Gertrude d'Oldenbourg.

## Hommages

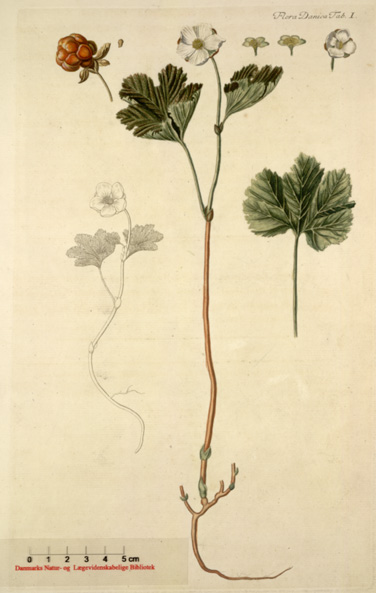
Rubus chamaemorus, Flora Danica, planche du vol. 1.

### Genre
Un Genre porte son nom :
- Oedera L..

### Espèces
Deux espèces portent son nom :
- Pedicularis oederi Vahl  ;
- Carex oederi Retz..

## Source
- (es) Cet article est partiellement ou en totalité issu de l’article de Wikipédia en espagnol intitulé « Georg Christian Oeder » (voir la liste des auteurs).

Oeder est l’abréviation botanique standard de Georg Christian Oeder.
Consulter la liste des abréviations d'auteur en botanique ou la liste des plantes assignées à cet auteur par l'IPNI, la liste des champignons assignés par MycoBank, la liste des algues assignées par l'AlgaeBase et la liste des fossiles assignés à cet auteur par l'IFPNI.